# Lee Jung Shin
Lee Jung Shin (Hangul: 이정신; nascido no dia 15 de setembro de 1991) é um cantor e ator sul-coreano. Ele é o baixista da banda CNBLUE.

## Vida e carreira

### Início da Vida e Começo da Carreira
Lee Jung Shin nasceu no dia 15 de setembro de 1991 em Seul, Coreia do Sul. Sua família, formada por seus pais e um irmão mais velho, vive em Ilsandong-gu. Ele finalizou o ensino médio na Jung Bal High School, em Ilsandong-gu.
Lee treinou sob a FNC Entertainment em 2009 e, em setembro do mesmo ano, ele estreou como baixista CNBLUE, tendo substituído Kwon Kwang Jin. Além de ser baixista, ele também é rapper e vocalista de apoio. Lee é o mais novo do grupo.

### Carreira Solo
Lee fez sua estreia como ator em 2012 através do drama Seoyoung, My Daughter. O drama obteve o pico de audiência de 47,6%.
Consequentemente, Lee entrou para o elenco de apoio de The Blade and Petal (2013) e Temptation (2014); este último lhe rendeu seu primeiro prêmio como ator.
Em 2015, Lee atuou em seu primeiro papel principal no drama Thank You, My Son. No mesmo ano, ele se tornou MC do M Countdown, ao lado de Key do SHINee.
Em 2016, atuou ao lado de Jung Il Woo e Park So Dam em Cinderella and the Four Knights. Ele lançou sua primeira música solo intitulada ''Confession'' para a trilha sonora do drama.
Lee está no elenco principal de My Sassy Girl.

#### Modelo
Lee foi modelo para a coleção ''2010 Seoul Collection'' do designer de moda Song Hye Myung. Em 2011, ele foi escolhido para ser modelo do ''Seoul's Fashion Walk''. Lee estava escalado para participar do Men's Fashion Week 2012 na Singapura; porém, devido a sua agenda, ele não pôde comparecer.    

## Discografia

### Aparição em Trilhas Sonoras
| Título                                                                                   | Ano  | Melhor Posição Nos Gráficos | Vendas (DL) | Álbum                           |
| Título                                                                                   | Ano  | KOR Gaon                    | Vendas (DL) | Álbum                           |
| ---------------------------------------------------------------------------------------- | ---- | --------------------------- | ----------- | ------------------------------- |
| "Confession"                                                                             | 2016 | —                           | —           | Cinderella and Four Knights OST |
| "—" denota lançamentos que não entrou nos gráficos ou não foram lançados naquela região. |      |                             |             |                                 |

## Filmografia

### Televisão
| Ano  | Título                          | Rede | Função                             |
| ---- | ------------------------------- | ---- | ---------------------------------- |
| 2012 | My Husband Got a Family         | KBS2 | Ele mesmo (Participação Especial)  |
| 2012 | Seoyoung, My Daughter           | KBS2 | Kang Sung Jae                      |
| 2013 | The Blade and Petal             | KBS2 | Shi Woo                            |
| 2014 | Temptation                      | SBS  | Na Hong Gyu                        |
| 2015 | Drama Special Thank You, My Son | KBS2 | Jang Shi Woo                       |
| 2015 | The Girl Who Sees Smells        | SBS  | Participação Especial (Episódio 6) |
| 2016 | Cinderella and Four Knights     | tvN  | Kang Seo Woo                       |
| 2017 | My Sassy Girl                   | SBS  | Kang Joon Young                    |

### Programa de Variedades
| Ano       | Título                | Rede | Notas          |
| --------- | --------------------- | ---- | -------------- |
| 2015      | Shaolin Clenched Fist | SBS  | Elenco Regular |
| 2015      | Fashion King Korea    | SBS  | Elenco Regular |
| 2015-2016 | M Countdown           | Mnet | MC             |

### Aparição em Vídeos Musicais
| Ano  | Faixa                          | Artista |
| ---- | ------------------------------ | ------- |
| 2011 | "Heart to Heart''              | 4Minute |
| 2016 | "Waiting For Your Love 等你爱" | Emma Wu |

## Prêmios e Indicações
| Ano  | Prêmio                    | Categoria                  | Trabalho Indicado     | Resultado |
| ---- | ------------------------- | -------------------------- | --------------------- | --------- |
| 2012 | KBS Drama Awards          | Melhor Novo Ator           | Seoyoung, My Daughter | Indicado  |
| 2013 | 6th Korea Drama Awards    | Melhor Novo Ator           | Seoyoung, My Daughter | Indicado  |
| 2013 | 49th Baeksang Arts Awards | Melhor Novo Ator (TV)      | Seoyoung, My Daughter | Indicado  |
| 2013 | 49th Baeksang Arts Awards | Ator mais Popular (TV)     | Seoyoung, My Daughter | Indicado  |
| 2015 | 3rd DramaFever Prêmios    | Melhor Estrela Em Ascensão | Temptation            | Venceu    |
| 2016 | 1st Asia Artist Awards    | Melhor Ator                | Venceu                |           |